# 克拉內沃角

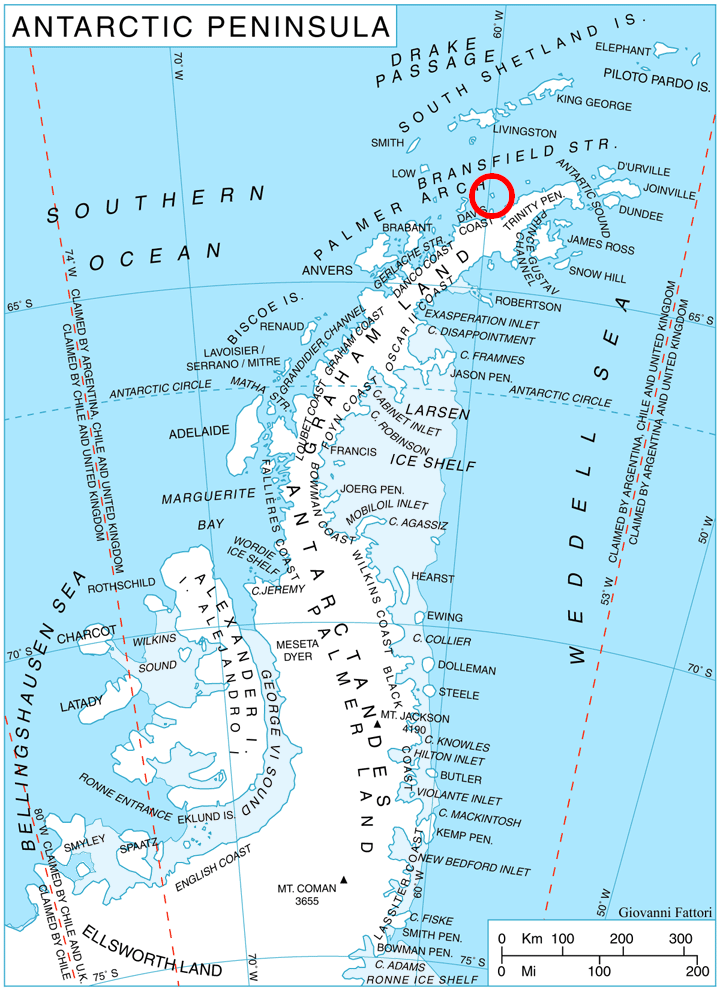

克拉內沃角（英語：Kranevo Point）是南極洲的海岬，位於帕默群島的陶爾島西北岸，處於勒基尤角西南面2.4公里和烏斯蒂娜角以北3.5公里，是明迪亞灣入口處的南部，以保加利亞東北部鄉鎮命名，現時由南極條約體系管理。